# Championnat du Liban de football 2021-2022
Navigation
Saison précédente Saison suivante
La saison 2021-2022 du Championnat du Liban de football est la soixante-deuxième du championnat de première division libanaise. Le championnat change de format cette saison, dans une première phase les équipes se rencontrent une fois, ensuite les six premiers se rencontrent également une fois pour déterminer le champion, les six derniers jouent pour la relégation.

## Les clubs participants
- Al-Ansar Club
- Safa Beyrouth
- Nejmeh SC
- Sporting AC
- Tripoli SC
- Shabab Al Sahel
- CS Sagesse (Al-Hikma)
- Al Tadamon Tyr
- Bourj FC
- Al Ahed Beyrouth
- Shabab El-Bourj SC
- Al Akha Ahly

## Compétition

### Classement

#### Première phase
| Rang | Équipe             | Pts  | J  | G | N | P | Bp | Bc | Diff |
| ---- | ------------------ | ---- | -- | - | - | - | -- | -- | ---- |
| 1    | Al Ahed Beyrouth   | 29   | 11 | 9 | 2 | 0 | 20 | 3  | +17  |
| 2    | Bourj FC           | 23   | 11 | 6 | 5 | 0 | 15 | 6  | +9   |
| 3    | Shabab Al Sahel    | 20   | 11 | 6 | 2 | 3 | 20 | 13 | +7   |
| 4    | Al-Ansar ClubT     | 15   | 11 | 4 | 3 | 4 | 17 | 11 | +6   |
| 5    | Shabab El-Bourj SC | 14   | 11 | 4 | 2 | 5 | 15 | 17 | -2   |
| 6    | Al Tadamon Tyr     | 14   | 11 | 3 | 5 | 3 | 12 | 10 | +2   |
| 7    | Tripoli SC         | 14   | 11 | 4 | 2 | 5 | 13 | 15 | -2   |
| 8    | Nejmeh SC C        | 11-6 | 11 | 4 | 5 | 2 | 13 | 8  | +5   |
| 9    | CS Sagesse P       | 10   | 11 | 3 | 1 | 7 | 7  | 23 | -16  |
| 10   | Safa Beyrouth      | 9    | 11 | 2 | 3 | 6 | 5  | 17 | -12  |
| 11   | Al Akha Ahly       | 9    | 11 | 2 | 3 | 6 | 7  | 12 | -5   |
| 12   | Sporting AC P      | 7    | 11 | 2 | 1 | 8 | 9  | 18 | -9   |

|  | Qualification pour la poule championnat                                |
|  | T : Tenant du titre C : Vainqueur de la Coupe du Liban P : Promu de D2 |

#### Poule championnat
Les six premiers de la première phase se rencontrent une fois, en emportant les points acquis.
| Rang | Équipe             | Pts | J  | G  | N | P  | Bp | Bc | Diff |
| ---- | ------------------ | --- | -- | -- | - | -- | -- | -- | ---- |
| 1    | Al Ahed Beyrouth   | 47  | 19 | 14 | 5 | 0  | 37 | 6  | +31  |
| 2    | Al-Ansar ClubT     | 35  | 19 | 10 | 5 | 4  | 34 | 13 | +21  |
| 3    | Bourj FC           | 34  | 19 | 9  | 7 | 3  | 22 | 16 | +6   |
| 4    | Shabab Al Sahel    | 27  | 19 | 8  | 3 | 8  | 28 | 32 | -4   |
| 5    | Al Tadamon Tyr     | 14  | 19 | 3  | 5 | 11 | 15 | 28 | -13  |
| 6    | Shabab El-Bourj SC | 14  | 11 | 4  | 2 | 5  | 15 | 17 | -2   |

|  | Qualification pour la Ligue des champions de l'AFC 2023-2024           |
|  | T : Tenant du titre C : Vainqueur de la Coupe du Liban P : Promu de D2 |

- Shabab El-Bourj SC est disqualifié, tous les résultats du deuxième tour sont annulés le club est également relégué en deuxième division.

#### Poule relégation
Les six derniers de la première phase se rencontrent une fois, le dernier est relégué en deuxième division.
| Rang | Équipe        | Pts  | J  | G | N | P  | Bp | Bc | Diff |
| ---- | ------------- | ---- | -- | - | - | -- | -- | -- | ---- |
| 1    | Nejmeh SC C   | 30-6 | 21 | 9 | 9 | 3  | 29 | 16 | +13  |
| 2    | Tripoli SC    | 29   | 21 | 8 | 5 | 8  | 23 | 24 | -1   |
| 3    | CS Sagesse P  | 27   | 21 | 8 | 3 | 10 | 17 | 32 | -15  |
| 4    | Al Akha Ahly  | 25   | 21 | 7 | 4 | 10 | 18 | 24 | -6   |
| 5    | Safa Beyrouth | 22   | 21 | 6 | 4 | 11 | 19 | 29 | -10  |
| 6    | Sporting AC P | 11   | 21 | 3 | 2 | 16 | 16 | 36 | -20  |

|  | Relégation en Second Division                                          |
|  | Qualification pour la Coupe de l'AFC 2023-2024                         |
|  | T : Tenant du titre C : Vainqueur de la Coupe du Liban P : Promu de D2 |

## Bilan de la saison
| Championnat du Liban de football 2020-2021                        |                             |
| Champion                                                          | Al Ahed Beyrouth (8e titre) |
| Coupes et trophées                                                |                             |
| Vainqueur de la Coupe du Liban 2020-2021                          | Nejmeh SC                   |
| Qualifications continentales                                      |                             |
| Ligue des champions de l'AFC 2023-2024                            | Al Ahed Beyrouth            |
| Coupe de l'AFC 2023-2024                                          | Nejmeh SC                   |
| Promotions et relégations                                         |                             |
| Promus en Premier League                                          | Shabab Al-Ghazieh           |
| Promus en Premier League                                          | Salam Zgharta               |
| Relégués en Championnat du Liban de football de deuxième division | Safa Beyrouth               |
| Relégués en Championnat du Liban de football de deuxième division | Sporting AC                 |